# アン・ジェホン
アン・ジェホン（朝: 안 재홍、1986年3月31日 - ）は、韓国の俳優。釜山広域市海雲台区出身。建国大学校芸術学部映画専攻卒業。マネジメントmmm所属。

## 人物・略歴
2009年に俳優デビュー。2015年のドラマ『恋のスケッチ〜応答せよ1988〜』への出演をきっかけに広く知られるようになる。
ぽっちゃりした優しい雰囲気が持ち味だが、2020年にNetflixで配信された映画『狩りの時間』ではイメージチェンジさせ、短髪にブリーチ、タトゥーを入れたこれまでと違うワイルドな風貌に挑戦した。
第25回釜山国際映画祭では監督・脚本・主演を務めた短編映画『うねうねうねる胸を抱いて』が上映された。
2021年12月、J,WIDEカンパニーとの契約を終了。マネジメントmmmと専属契約を締結した。

## 出演

### ドラマ
- 抜群な女（朝鮮語版）（2014年、NaverTV） - アン・ジェンホ 役
- 恋のスケッチ〜応答せよ1988〜（2015年、tvN） - キム・ジョンボン 役
- 青い海の伝説（2016年、SBS） - 第2話・特別出演
- サム、マイウェイ〜恋の一発逆転!〜（2017年、KBS2） - キム・ジュマン 役
- 恋愛体質〜30歳になれば大丈夫（2019年、JTBC） - ソン・ボムス 役
- キングダム シーズン2（2020年、Netflix） - ムンス 役
- マスクガール（2023年、Netflix） - チュ・オナム 役
- タッカンジョン（2024年、Netflix） - コ・ベクジュン 役

### 映画
- 見物（2009年）
- Boy（2011年）
- 次の朝は他人（朝鮮語版）（2011年）
- 1999、面会（朝鮮語版）（2013年） - スンジュン 役
- ヘウォンの恋愛日記（朝鮮語版）（2013年）
- 足球王（朝鮮語版）（2014年） - ホン・マンソプ
- タチャ～神の手～（朝鮮語版）（2014年） - ウン 役
- レッドカーペット（朝鮮語版）（2014年）
- タチャ～神の手～（朝鮮語版）（2014年）
- 未成年（朝鮮語版）（2014年） - テシク 役
- セシボン（2015年） - ピョンチョル 役
- 二十歳（朝鮮語版）（2015年） - テシク 役
- コインロッカーの女（2015年） - 警察 役
- 女は男の未来だ（朝鮮語版）（2015年）
- 花、香る歌（朝鮮語版）（2015年） - コ・ヨンボク 役
- 少女は悪魔を待ちわびて（2016年） - チャ刑事 役
- 偉大な願い（朝鮮語版）（2016年） - カプドク 役
- グッバイ・シングル（朝鮮語版）（2016年） - ハン・ドクス 役
- 今日よりもっと!!（2016年）
- 操作された都市（2017年） - 爆弾少佐 役
- 夜の浜辺でひとり（2017年） - スンヒ 役
- 王様の事件手帖（朝鮮語版）（2017年） - イソ 役
- 草の葉（朝鮮語版）（2018年） - ホンス 役
- 小公女（朝鮮語版） - ハンソル 役
- ガール・コップス（2019年） - クラブ「ハッピーバルーン」のボス 役
- シークレット・ジョブ（朝鮮語版）（2020年） - テス 役
- 狩りの時間（朝鮮語版）（2020年） - チャンホ 役
- わくわくする胸を抱いて（2020年） ※演出・脚本・主演
- リバウンド（2024年） - カン・ヤンヒョンコーチ 役